# Charles Manring
Charles David "Charley" Manring (født 18. august 1929 i Cleveland, Ohio, død 7. august 1991 i Bethesda, Maryland) var en amerikansk roer og olympisk guldvinder.

## Rokarriere
Manring var kadet på United States Naval Academy ved Annapolis og her en del af otteren, som vandt collegemesterskabet og Eastern Sprints samt OL-udtagelsesstævnet i 1952 med Manring som styrmand. Ved OL 1952 i Helsinki stillede han og resten af besætningen, Dick Murphy, Bill Fields, Jim Dunbar, Bob Detweiler, Henry Proctor, Wayne Frye, Ed Stevens og Frank Shakespeare, op som store favoritter; amerikanerne havde vundet samtlige de OL-otterkonkurrencer, de havde stillet op i. Der deltog i alt 14 både i konkurrencen, hvor amerikanerne uden problemer vandt deres indledende heat og semifinale. I finalen blev USA i begyndelsen truet af den sovjetiske båd, men amerikanerne holdt dem væk og sejrede med et forspring på fem sekunder ned til Sovjetunionen, der fik sølv, mens Australien fik bronze.

## Videre karriere
Manring fortsatte efter sin eksamen som søofficer.

## OL-medaljer
- 1952:  Guld i otter